# المپیودوروس
المپیودوروس (یونانی: Ὀλυμπιόδωρος ὁ Νεώτερος؛ زاده ۵۰۵–۴۹۵، درگذشته پس از ۵۶۵) فیلسوف، اخترشناس و معلم نوافلاطونی بود که در سال‌های اولیه امپراتوری بیزانس زندگی می‌کرد، پس از فرمان ژوستینین یکم در سال ۵۲۹ پس از میلاد که آکادمی افلاطون در آتن و سایر مدارس را تعطیل کرد، او آخرین کسی بود که فلسفه افلاطونی را در اسکندریه حفظ کرد. پس از مرگ او مدرسه به‌دست ارسطوییان مسیحی افتاد و در نهایت به قسطنطنیه منتقل شد. او را نباید با المپیودوروس دیاکون، نویسنده معاصر اسکندریه تفاسیر کتاب مقدس، اشتباه گرفت.

## آثار
از نوشته‌های باقی‌مانده المپیودوروس، زندگی‌نامه افلاطون، شرح‌هایی بر چندین گفتگوی افلاطون و ارسطو، و مقدمه‌ای بر فلسفه ارسطویی است. المپیودوروس همچنین اطلاعاتی را در مورد کار نوافلاطونی یامبلیخوس ارائه می‌دهد که در جای دیگر یافت نمی‌شود. آثار به‌جا مانده عبارتند از:
- تفسیر الکیبیادس افلاطون (Σχόλια εἰς τὸν Πλάτωνος Ἀλκιβιάδην)
- تفسیر گرگیاس افلاطون (Σχόλια σὺν θεῷ εἰς τὸν Γοργίαν)[۳]
- تفسیر فائدون افلاطون (Σχόλια εἰς τὸν Πλάτωνος Φαίδωνα)
- زندگی افلاطون (Βίος Πλάτωνος)
- مقدمه (Prolegomena) منطق ارسطو (Εἰς τὰ προλεγόμενα τῆς Λογικῆς)
- تفسیری بر هواشناسی ارسطو (Εἰς τὸ πρῶτον τῶν Μετεωρολογικῶν Ἀριστοτέλους نظرات)
- شرحی بر مقولات ارسطو (Σχόλια εἰς τὰς Ἀριστοτέλους Κατηγορίας)
- شرحی بر تفسیر ارسطو (Σχόλια εἰς τὸ Ἀριστοτέλους Περὶ Ἑρμηνείας)
- یک اثر جدلی علیه استراتو.[۴]

علاوه بر این‌ها، تفسیری از المپیودوروس بر مقدمه پائولوس الکساندرینوس بر طالع‌بینی (که در سال ۳۷۸ پس از میلاد نوشته شده‌است) موجود است. اگرچه نسخه خطی تفسیر در دو نسخه بعدی به هلیودوروس نسبت داده شده‌است، ال‌جی وسترینک استدلال می‌کند که در واقع طرح کلی، مجموعه‌ای از سخنرانی‌های المپیودوروس در اسکندریه بین ماه مه و ژوئیه ۵۶۴ پس از میلاد است. تفسیر شرحی آموزنده از متن کوتاه نوشته پائولوس است که در مورد شیوه‌ها و منابع توضیح می‌دهد. تفسیر همچنین تحولات نظریه اخترشناسی را در ۲۰۰ سال پس از پاولوس روشن می‌کند.